# Антуан-Венсан Арно
Антуан-Венсан Арно (фр. Antoine Vincent Arnault; 1 січня 1766, Париж — 16 вересня 1834, Годервіль, Нижня Сена) — французький драматург, поет-баснописець і державний діяч, автор відомого вірша «Листок».
Батько драматурга Люсьєна Арно (1787—1863).

## Біографія та творчість
Перша п'єса Арно «Маріус у Мінтурні» (1791) принесла йому великий успіх, і він був одним із найпопулярніших драматургів епохи Французької революції та Першої імперії. У трагедії «Лукреція» (1792) автор вклав у вуста Брута Старшого республіканські тиради. У 1798 Арно написав найпопулярнішу свою трагедію «Бьянка і Монкассіно, або Венеційці». Головні ролі у його п'єсах зазвичай грав найбільший трагік наполеонівської доби Тальма. Драматургія Арно не виходить за жанрові канони класицизму.
Як багато письменників того часу, він займався і політичною діяльністю; в 1797 генерал Бонапарт доручив йому управління Іонічними островами. Згодом Арно залишався вірним Наполеону всю його кар'єру. У 1809 зведений у дворяни Імперії, під час Ста днів (1815) був міністром народної освіти Франції. Після падіння імператора був змушений залишити Францію (1816), коли його трагедія «Німеччина» викликала політичні заворушення серед публіки. 1819 року зміг повернутися на батьківщину.
Крім драматургії, популярними були й байки Арно (дві збірки — 1814, 1819). Особливо популярним став його вірш «Листок» (1815, часто його також відносять до байок), що зображає долю емігранта; його неодноразово перекладали на різні мови, зокрема російську.
У 1803 Арно був обраний у Французьку академію, але після вигнання в 1816 виключений, і його місце зайняв дюк де Рішельє, прем'єр-міністр Людовіка XVIII. 1829 року Арно, який повернувся до Франції, був знову обраний до Академії і займав там місце до кінця життя. За рік до смерті став неодмінним секретарем Академії, того ж року вийшли його спогади — «Спогади шістдесятирічного». Його наступником в академічному кріслі був також популярний драматург Ежен Скріб.